# Mars 2M No.521
Mars 2M No.521, còn được gọi là Mars M-69 No.521 và đôi khi được NASA xác định là Mars 1969A, là một phi thuyền của Liên Xô bị thất bại khi phóng lên vào năm 1969. Tàu vũ trụ này bao gồm một tàu quỹ đạo (orbiter). Tàu vũ trụ được dự định để hình ảnh bề mặt của sao Hỏa bằng cách sử dụng ba máy ảnh, với hình ảnh được mã hóa để truyền trở lại Trái Đất như tín hiệu truyền hình. Nó cũng mang theo một máy đo quang phổ, một loạt các máy đo quang phổ, và một dụng cụ để phát hiện hơi nước trong khí quyển của sao Hỏa. Đây là một trong hai tàu vũ trụ Mars 2M, cùng với Mars 2M No.522, được phóng lên vào năm 1969 như là một phần của chương trình sao Hỏa. Cả hai tàu vũ trụ trên đều phóng không thành công.
Tàu vũ trụ Mars 2M ban đầu được dự định bao gồm cả một tàu quỹ đạo và một tàu hạ cánh. Thời gian hạn chế không cho phép sự phát triển của một tàu hạ cánh mềm, do đó, các kỹ sư quyết định chỉ đơn giản là sử dụng một tàu hạ cánh cứng mà có thể đâm vào bề mặt sao Hỏa nhưng thu thập dữ liệu trong thời gian hạ cánh của nó. Lúc đầu, một chiếc xe buýt Luna E-8 đã được sửa đổi đã được sử dụng cho tàu vũ trụ, tuy nhiên nó có một số hạn chế khiến nó không phù hợp cho hành trình dài đến sao Hỏa. Nửa chừng của dự án, trưởng phòng thiết kế của Văn phòng Lavochkin Georgi Babakin đã quyết định loại bỏ chiếc tàu vũ trụ thăm dò có nguồn gốc từ Luna E-8 và thiết kế một tàu vũ trụ hoàn toàn mới từ đầu.
Tuy nhiên, các đầu dò 2M đã kết thúc nặng hơn đáng kể so với dự định và các kỹ sư cũng đã hết thời gian để thực hiện các cuộc kiểm tra thả xuống của tàu hạ cánh, do đó một phần đã bị bỏ rơi mà chỉ còn lại tàu quỹ đạo. Nếu thành công, điều này vẫn sẽ là một thành công tuyên truyền lớn cho Liên Xô khi NASA đã gần ba năm nỗ lực cố gắng một tàu vũ trụ bay quanh quỹ đạo sao Hỏa.
Năm 1968 đã kết thúc, dự án đã tụt hậu so với kế hoạch và Mỹ cũng đã có những bước tiến quan trọng trong cuộc đua không gian với Mariner 6 và 7 dự kiến sẽ khởi hành đến sao Hỏa vào đầu năm sau và Apollo 8 đưa các phi hành gia vào quỹ đạo mặt trăng. Điện Kremlin muốn có tàu vũ trụ thăm dò sao Hỏa sẵn sàng càng sớm càng tốt và lần thứ hai của hai tàu vũ trụ được hoàn thành vào giữa tháng Giêng. Mặc dù nghi ngờ rằng các tàu vũ trụ này chưa sẵn sàng bay, chúng được chuyển đến Baikonour.